# Світлий шлях (фільм)
«Сві́тлий шлях» (рос. «Светлый путь») — російський радянський звуковий художній фільм у жанрі музичної комедії, знятий у 1940 році на кіностудії «Мосфільм» режисером Г. В. Александровим.

## Історія створення
Фільм «Світлий шлях» вийшов на екрани 8 жовтня 1940 року.
В основу сценарію фільму покладено п'єсу Віктора Ардова «Попелюшка».
Планувалось випустити фільм під оригінальною назвою, проте вона не сподобалась Йосипу Сталіну. На особисте прохання вождя стрічку перейменували. Сталін особисто склав список з дванадцяти можливих варіантів назви фільму й послав його Григорію Александрову.
У фільмі вперше прозвучала відома пісня Ісаака Дунаєвського «Марш ентузіастів»

## Сюжет картини
Неписьменна, проте працелюбна сільська дівчина Таня Морозова приїздить до підмосковного міста, де влаштовується працювати хатньою робітницею.
Таня знайомиться з парторгом ткацької фабрики Проніною та інженером Олексієм Лебедєвим. Таня закохується в Лебедєва і приходить на фабрику працювати ткалею. Вона стає учасником «стахановського руху» і швидко досягає видатних показників у виробництві. Крім того, Таня наполегливо навчається і згодом отримує диплом інженера.
За трудові досягнення Тетяні Морозовій в Кремлі вручають орден Леніна, її обирають депутатом Верховної Ради СРСР.
Деякий час по тому вона зустрічається з Олексієм Лебедєвим, який вже став директором фабрики, і якого вона продовжує потай кохати…

## Виконавці та їх ролі
- Любов Орлова — Таня Морозова, «попелюшка»
- Євген Самойлов — Олексій Миколайович Лебедєв, інженер
- Олена Тяпкіна — Марія Сергіївна Проніна, секретар парткому
- Володимир Володін — комендант Талдикін
- Осип Абдулов — директор фабрики Дорохов
- Микола Коновалов — Микола Зубков, майстер
- Анастасія Зуєва — стара ткаля Аграфена
- Ріна Зелена — секретарка
- Павло Оленьов — Курнаков, помічник майстра
- Федір Селезньов — Самохін